# Lista över universitet i Australien

## Australian Capital Territory
- Australian National University
- Australian Defence Force Academy
- University of Canberra

## New South Wales
- Australian Catholic University
- Australian Graduate School of Management
- Charles Sturt University
- Macquarie University
- Southern Cross University
- University of New England
- University of New South Wales
- University of Newcastle
- University of Sydney
- University of Technology Sydney
- University of Western Sydney
- University of Wollongong

## Northern Territory
- Charles Darwin University

## Queensland
- Australian Catholic University
- Bond University
- Central Queensland University
- Griffith University
- James Cook University
- Queensland University of Technology
- Southern Cross University
- University of Queensland
- University of Southern Queensland
- University of the Sunshine Coast

## South Australia
- Flinders University
- University of Adelaide
- University of South Australia

## Tasmanien
- University of Tasmania

## Victoria
- Australian Catholic University
- Deakin University
- La Trobe University
- Monash University
- RMIT University
- Swinburne University of Technology
- University of Ballarat
- University of Melbourne
- Victoria University

## Western Australia
- Curtin University of Technology
- Edith Cowan University
- Murdoch University
- University of Notre Dame Australia
- University of Western Australia